# Vollwandträger

Vollwandträger

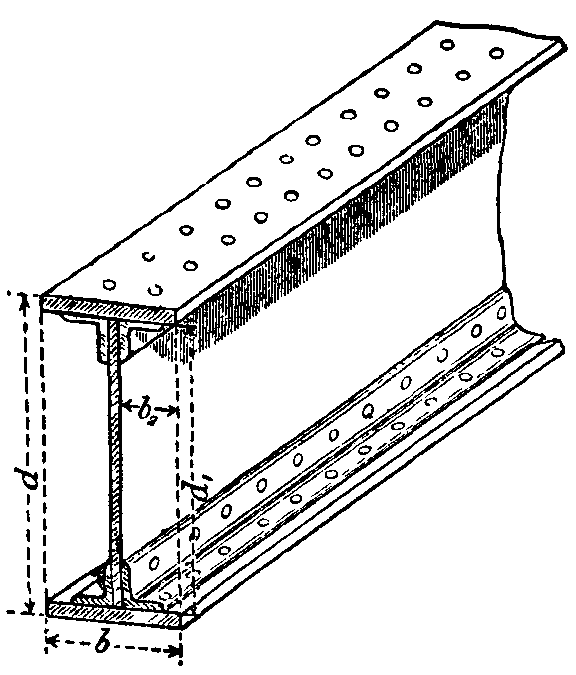
Historischer Vollwandträger

Ein Vollwandträger ist ein insbesondere bei stählernen Brücken, im Stahlgeschossbau und bei Krananlagen verwendeter horizontaler Träger aus einem senkrechten, nicht durchbrochenen (vollwandigen) Steg mit horizontalen Ober- und Untergurten (Flanschen). Vollwandträger können gewalzte Stahlprofile mit genormten Querschnitten sein oder Blechträger, die aus einzelnen Teilen zusammengesetzt sind (meist geschweißt, seltener geschraubt, früher oft auch genietet) und deren Abmessungen (Blechstärken, Höhe des Steges, Breite der Gurtbleche) entsprechend den konstruktiven Erfordernissen gewählt werden können. Blechträger werden häufig durch angeschweißte Aussteifungen und Rippen versteift und verstärkt. Die Höhe ihres Steges kann variabel gestaltet werden.
In Brücken werden Vollwandträger meist mit obenliegender Fahrbahn verwendet, um die Sicht der Nutzer nicht einzuschränken. Bei Eisenbahnbrücken mit kurzen Stützweiten gibt es auch Trogbrücken mit zwischen den Trägern verlaufenden Gleisen.
Vollwandträger werden auch im Holzbau, z. B. als Träger von Hallendächern, bei Aluminiumkonstruktionen und in Stahlbetonbrücken verwendet, bei denen aber der Hohlkasten meist die günstigere Variante ist.
In der Baustatik werden Vollwandträger als Balken angesehen und nach der Balkentheorie bemessen. Anders als bei Fachwerkträgern, deren Berechnung sich auf die Zug- und Druckkräfte an den einzelnen Stäben des Fachwerks konzentriert, müssen bei Vollwandträgern, wie bei allen Balken, Längs-, Biege- und Querverformungen und die Biegelinie berechnet werden.
Große Brücken mit Vollwandträgern sind z. B. die
- Kennedybrücke (1949) in Bonn mit einer Stützweite von 196 m,
- Theodor-Heuss-Brücke (A 6) (1950) bei Frankenthal (Pfalz) mit 161 m,
- Rudolf-von-Habsburg-Brücke (1971), die bei Germersheim den Rhein mit einer Stützweite von 165 m überspannt.